# 344 Desiderata
344 Desiderata este un asteroid din centura principală, descoperit pe 15 noiembrie 1892, de Auguste Charlois.